# Euro Hockey Tour 2014/2015
Euro Hockey Tour 2014/2015 blev den nittonde upplagan av Euro Hockey Tour. Lagen som deltog var följande: Tjeckien, Finland, Ryssland och Sverige. 
Turneringen avgjordes i två turneringsspel, Karjala Tournament och Channel One Cup, samt i sex dubbelmöten. Det lag som samlat ihop flest poäng efter dubbelmöten och turneringar är segrare i Euro Hockey Tour 2014/2015.
Sverige vann turneringen, före Finland.

## Turneringar

### Karjala Tournament
Karjala Tournament 2014/2015 spelades 6-9 november 2014, Finland. Sverige vann turneringen före Finland.

### Channel One Cup
Channel One Cup 2013/2014 spelades i Ryssland, den 18 till 21 december 2014, med en utbruten match i Tjeckien. Ryssland vann turneringen före Finland och Sverige.

## Dubbelmöten
Alla tider som anges är lokala. 
| 5 februari 2015 18:30 | Tjeckien | 3 − 0 (1−0, 2−0, 0−0) | Ryssland | KV Arena, Karlovy Vary, Tjeckien |

|  |                                                                      | Matchsummering |  | Åskådare: 5 985                      |                                      |
|  | P. Koukal (EQ) (02.55) D. Simon (EQ) (32.27) M. Vondrka (EQ) (34.50) |                |  | Domare: Mikael Sjöqvist Tobias Björk | Domare: Mikael Sjöqvist Tobias Björk |

| 6 februari 2015 19:00 | Sverige | Matchen avbruten p.g.a. dålig is | Finland | ABB Arena, Västerås, Sverige |

|  |  | Matchsummering |  |  |  |
|  |  |                |  |  |  |

| 7 februari 2015 13:00 | Tjeckien | 4 − 3 (2−2, 1−0, 1−1) | Ryssland | O2 Arena, Prag, Tjeckien |

|  |                                                                                              | Matchsummering |                                                                                | Åskådare: 16 452                     |                                      |
|  | M. Vondrka (EQ) (07.38) T. Zohorna (EQ) (09.52) Vondrka (EQ) (29.32) V. Svačina (EQ) (55.33) |                | (10.22) (EQ) A. Slepysjev (11.16) (EQ) Anton Lazarev (45.41) (EQ) Andrei Popov | Domare: Mikael Sjöqvist Tobias Björk | Domare: Mikael Sjöqvist Tobias Björk |

| 8 februari 2015 15:00 | Sverige | 3 − 2 (2−1, 1−1, 0−0) | Finland | Globen, Stockholm, Sverige |

|  |                                                                               | Matchsummering |                                                 | Åskådare: 12 496                   |                                    |
|  | S. Kronwall (EQ) (18.28) N. Danielsson (EQ) (18.48) M. Johansson (EQ) (35.44) |                | (18.11) (EQ) K. Näkyvä (11.16) (PP1) A. Salmela | Domare: Vladimir Sindler Robin Sir | Domare: Vladimir Sindler Robin Sir |

| 16 april 2015 18:30 | Finland | 3 − 0 (0−0, 1−0, 2−0) | Ryssland | Hakametsä, Tammerfors, Finland |

|  |                                                                 | Matchsummering |  | Åskådare: 7 131                      |                                      |
|  | Huhtala (EQ) (25.42) Lepistö (EQ) (58.15) Kontiola (EQ) (59.45) |                |  | Domare: Mikael Sjöqvist Linus Öhlund | Domare: Mikael Sjöqvist Linus Öhlund |

| 17 april 2015 19:00 | Sverige | 1 − 4 (0−1, 0−0, 1−3) | Tjeckien | T3 Center, Umeå, Sverige |

|  |                              | Matchsummering |                                                                                | Åskådare: 4 520                          |                                          |
|  | Marcus Sörensen (EQ) (45.25) |                | (7.55) (EQ) Zaťovič (42.46) (EQ) Polášek (50.02) (EQ) Radil (58.49) (EQ) Radil | Domare: Aleksi Rantala Jari-Pekka Pajula | Domare: Aleksi Rantala Jari-Pekka Pajula |

| 18 april 2015 14:00 | Finland | 4 − 2 (2−1, 2−0, 0−1) | Ryssland | Hartwall Arena, Helsingfors, Finland |

|  |                                                                                          | Matchsummering |                                              | Åskådare: 7 661                      |                                      |
|  | Louhivaara (EQ) (2.02) Louhivaara (EQ) (4.31) Lindell (PP1) (26.35) Petrell (EQ) (36.03) |                | (19.56) (EQ) Slepysjev (57.33) (EQ) Birjukov | Domare: Mikael Sjöqvist Linus Öhlund | Domare: Mikael Sjöqvist Linus Öhlund |

| 19 april 2015 15:00 | Sverige | 2 − 1 (1−1, 1−0, 0−0) | Tjeckien | E.ON Arena, Timrå, Sverige |

|  |                                               | Matchsummering |                     | Åskådare: 5 028                          |                                          |
|  | Andersson (PP2) (19.14) Sörensen (EQ) (24.02) |                | (5.50) (EQ) Sobotka | Domare: Aleksi Rantala Jari-Pekka Pajula | Domare: Aleksi Rantala Jari-Pekka Pajula |

| 22 april 2015 17:30 | Tjeckien | 4 − 1 (1−1, 1−0, 2−0) | Finland | Hostan Arena, Znojmo, Tjeckien |

|  |                                                                                     | Matchsummering |                    | Åskådare: 4 800                          |                                          |
|  | Vondrka (PP1) (14.08) Zaťovič (EQ) (26.53) Sobotka (SH1) (51.36) Erat (PP1) (55.08) |                | (0.34) (EQ) Barkov | Domare: Sergei Kulakov Alexander Sergeev | Domare: Sergei Kulakov Alexander Sergeev |

| 24 april 2015 19:30 | Ryssland | 4 − 5 (0−4, 2−1, 2−0) | Sverige | Mytisjtji Arena, Moskva, Ryssland |

|  |                                                                                         | Matchsummering | | Åskådare: 6 747                |                                |
|  | Plotnikov (PP1) (27.40) Moziakin (EQ) (36.55) Moziakin (PP1) (42.49) Popov (EQ) (45.55) |                | (1.25) (EQ) Lindholm (8.44) (EQ) Danieilsson (13.27) (EQ) Ekman-Larsson (18.05) (EQ) Petersson (26.09) (EQ) Lander | Domare: Martin Frano Robin Sir | Domare: Martin Frano Robin Sir |

| 24 april 2015 18:00 | Tjeckien | 3 − 2 (0−1, 1−0, 1−1, 0−0, 1−0) | Finland | DRFG Arena, Brno, Tjeckien |

|  |                                                        | Matchsummering |                                        | Åskådare: 7 200                          |                                          |
|  | Jordán (EQ) (26.36) Sobotka (EQ) (56.10) Voráček (GWS) |                | (9.23) (PP1) Ruutu (57.53) (EQ) Barkov | Domare: Sergei Kulakov Alexander Sergeev | Domare: Sergei Kulakov Alexander Sergeev |

| 25 april 2015 17:00 | Ryssland | 2 − 3 (0−1, 1−0, 1−1, 0−1) | Sverige | Mytisjtji Arena, Moskva, Ryssland |

|  |                                                   | Matchsummering |                                                                          | Åskådare: 6 782                |                                |
|  | Artemy Panarin (EQ) (23.57) Medvedev (EQ) (51.00) |                | (17.31) (EQ) Johansson (47.52) (PP1) Ekman-Larsson (61.26) (EQ) Sörensen | Domare: Martin Frano Robin Sir | Domare: Martin Frano Robin Sir |

## Tabell
Euro Hockey Tour 2014/2015. Uppdaterad 26 april 2015. Slutresultat.
Matchen mellan Sverige och Finland som avbröts den 6 februari 2015 stryks helt från turneringen. Detta innebär att tabellen kommer att innehålla en match mindre spelad för de inblandade lagen. Matchen fick avbrytas på grund av problem med isen. Beslutet togs i möte i direktoratet för Euro Hockey Tour. 
| Lag      | S  | V | ÖV | ÖF | F | GM | IM | MS  | P  |
| -------- | -- | - | -- | -- | - | -- | -- | --- | -- |
| Sverige  | 11 | 5 | 3  | 1  | 2 | 36 | 30 | +6  | 22 |
| Finland  | 11 | 4 | 2  | 1  | 4 | 26 | 22 | +4  | 17 |
| Tjeckien | 12 | 4 | 1  | 2  | 5 | 33 | 31 | +2  | 16 |
| Ryssland | 12 | 4 | 1  | 1  | 6 | 29 | 39 | −10 | 15 |